# Micrurus bonita
Micrurus bonita — вид отруйних змій родини аспідових (Elapidae). Ендемік Бразилії. Описаний у 2024 році.

## Поширення і екологія
Micrurus bonita мешкають в штатах Алагоас і Пернамбуку на північному сході Бразилії. Вони живуть в атлантичних лісах.